# NGC 6880
NGC 6880 (другие обозначения — PGC 64479, ESO 73-37, AM 2013-710, IRAS20142-7100) — галактика в созвездии Павлин.
Этот объект входит в число перечисленных в оригинальной редакции «Нового общего каталога».